# بار، تارن
بار (به فرانسوی: Barre) یک کمون (فرانسه) در فرانسه است که در canton of Murat-sur-Vèbre واقع شده‌است. بار ۱۵٫۰۷ کیلومتر مربع مساحت دارد ۹۳۰ متر بالاتر از سطح دریا واقع شده‌است.